# Trogocrada deleter
Trogocrada deleter is een vlinder uit de familie slakrupsvlinders (Limacodidae). De wetenschappelijke naam van deze soort is voor het eerst geldig gepubliceerd in 1953 door Tams.
De soort komt voor in tropisch Afrika.